# Novothymbris pollux
Novothymbris pollux är en insektsart som beskrevs av Knight 1974. Novothymbris pollux ingår i släktet Novothymbris och familjen dvärgstritar. Inga underarter finns listade i Catalogue of Life.